# Barbarea macrocarpa
Barbarea macrocarpa är en korsblommig växtart som först beskrevs av Pierre Edmond Boissier, och fick sitt nu gällande namn av Al-shehbaz och Jacquemoud. Barbarea macrocarpa ingår i släktet gyllnar, och familjen korsblommiga växter. Inga underarter finns listade i Catalogue of Life.